# 장미원

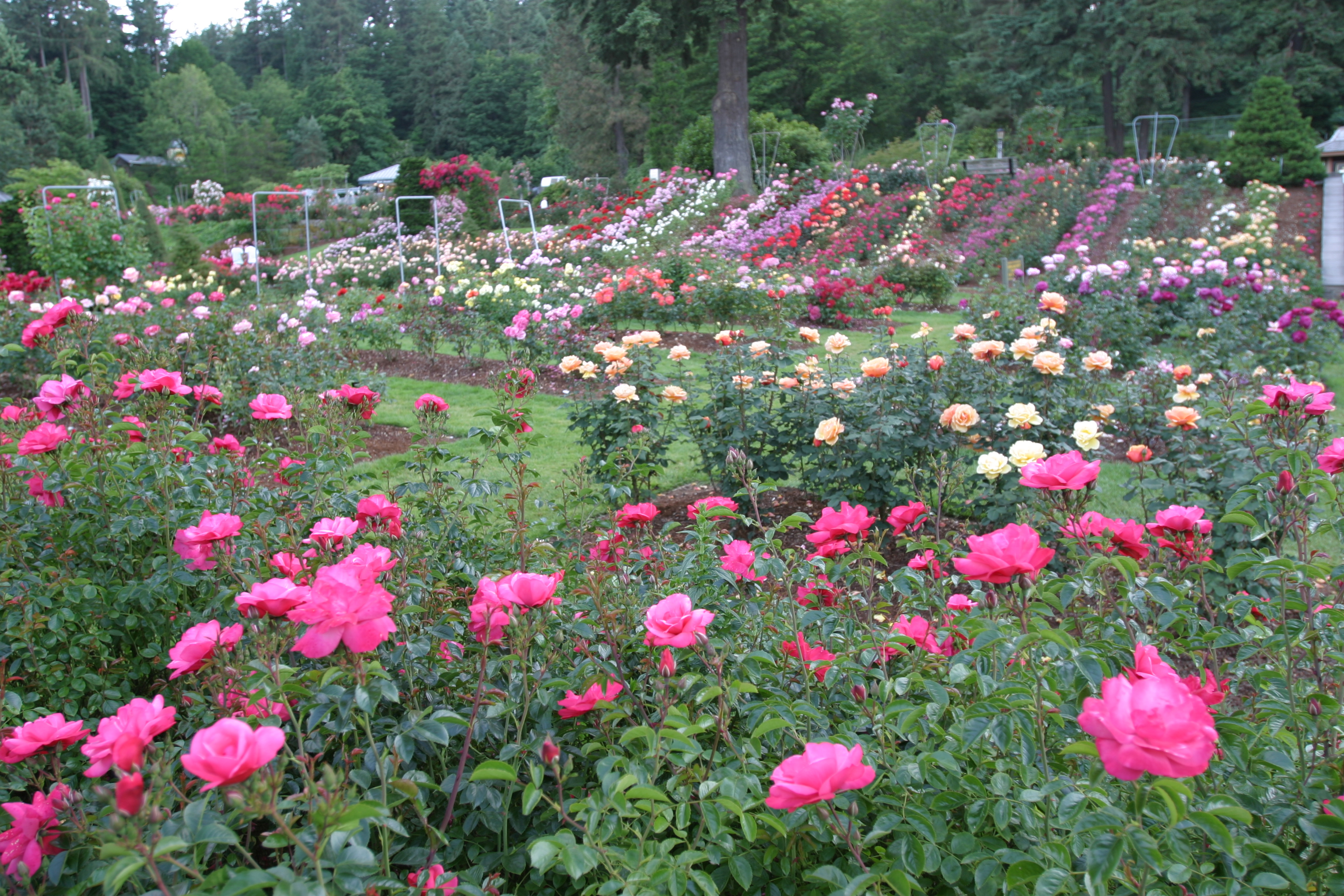

장미원(薔薇園)은 다양한 종류의 장미를 심은 정원을 뜻한다. 로사리움(rosarium)이라고도 한다. 종종 대중에게 공개되는 정원 또는 공원으로, 다양한 종류의 정원 장미, 때로는 장미 종을 제시하고 재배하는 데 사용된다. 디자인은 엄청나게 다양하며 장미는 다른 식물과 함께 전시되거나 장미 화단에 개별 품종, 색상 또는 종류별로 그룹화될 수 있다. 기술적으로는 특수한 유형의 관목 정원이지만 유럽의 기원이 적어도 장미가 사실상 가장 크고 가장 인기 있는 꽃이었던 유럽의 중세 시대로 거슬러 올라가기 때문에 일반적으로 일종의 꽃밭으로 취급된다. 이는 수많은 정원 품종에 존재한다.

## 같이 보기
- 장미